# 파르티타
파르티타(partita, partie, partia, parthia, parthie)는 원래 16~17세기의 기악 작품을 의미했으나 요한 쿠나우, 그의 학생 Christoph Graupner, 그리고 요한 제바스티안 바흐는 이 용어를 무용 모음곡과 동의어인 음악 작품들의 모음집의 의미로 사용하였다.

## 예시
- 요한 폴 폰 웨스트호프: Partitas for solo violin
- 요한 제바스티안 바흐;
  - Partita for Violin No. 2 (1720)
  - Partita for Violin No. 3
  - Partita in A minor for solo flute
- 크리스토프 그라우프너
  - Monatliche Clavier Früchte, GWV 109-120. 12 Partitas for Harpsichord (1722)
  - 45 Partitas for Harpsichord (1718-1750)
- 루이지 달라피콜라: Partita for orchestra (1932)
- 윌리엄 월튼: Partita for orchestra (1957)
- 크시슈토프 펜데레츠키: Partita for Harpsichord and Orchestra (1972)
- 필립 글래스:
  - Partita for Double Bass (2015)
  - Partita No. 1 for Solo Cello, "Songs and Poems"
  - Partita No. 2 for Solo Cello

## 오디오 파일
요한 쿠나우: Biblische Historien의 코럴 파르티타
Der todtkrancke und wieder gesunde Hiskias, 6,56MB (도움말·정보)

## 같이 보기
- 무반주 바이올린을 위한 소나타와 파르티타
- 코랄 파르티타